# Саїд Ауїта
Саїд Ауїта  (араб. سعيد عويطة; нар. 2 листопада 1959) — марокканський легкоатлет, олімпійський чемпіон.

## Виступи на Олімпіадах
| Олімпіада         | Дисципліна         | Місце     |
| ----------------- | ------------------ | --------- |
| Лос-Анджелес 1984 | біг на 5000 метрів | 1         |
| Сеул 1988         | біг на 800 метрів  | 3         |
| Сеул 1988         | біг на 1500 метрів | 4 h2 r1/3 |